# Giovanni da Verrazzano
Giovanni da Verrazzano (sovint escrit Verrazano) (Val di Greve, Florència, 1485 - algun indret de les Antilles, 1528) va ser un navegant i explorador Florentí, que al servei de Francesc I de França explorà la costa atlàntica d'Amèrica del Nord a la recerca d'un pas pel nord-oest cap a l'Índia. El 1524 fou el segon europeu (després de John Cabot) a arribar a Amèrica del Nord després d'haver-ho fet els vikings 500 anys abans, explorant la costa compresa entre les Carolines i Terranova, incloent New York Harbor, la badia de Narragansett i el riu Hudson. El 1527 va partir cap al Brasil en una nova expedició, en la qual va morir l'any següent.

## Orígens i viatges a Amèrica
Hi ha un consens general entre els experts que Giovanni da Verrazzano va néixer a Val di Greve, una petita localitat al sud de Florència, fill de Piero Andrea di Bernardo da Verrazzano i Fiametta Capelli. Amb tot, hi ha algunes teories alternatives, com ara la que exposa que era francès, nascut a Lió, fill d'Alessandro di Bartolommeo da Verrazano and Giovanna Guadagni. En qualsevol cas, Verrazzano sempre es va considerar florentí, igual com ho van fer els seus contemporanis. Ell signava els documents emprant la versió llatinitzada del seu nom, "Janus Verrazanus", i en el seu testament fet l'11 de maig 1526 a Rouen, França i conservat a l'Arxiu Departamental del Sena Marítim, es va anomenar a ell mateix com a "Jehan de Verrazane".

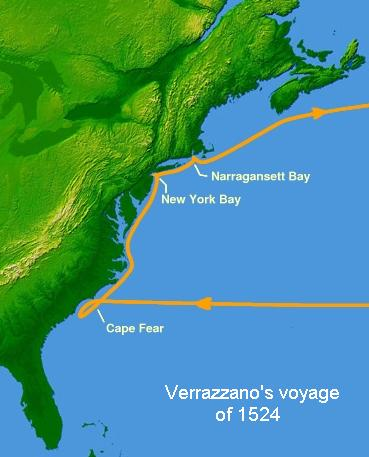
Viatge de Verrazzano el 1524

Tot i que Verrazzano va deixar una detallada descripció dels seus viatges a Amèrica del Nord, poc se sap sobre la seva vida personal. Després de 1506, es va instal·lar al port de Dieppe, al Canal de la Mànega, on va començar la seva carrera com a navegant. El 1508, probablement en companyia del capità Thomas Aubert, s'embarcà cap a la costa nord-americana en un vaixell anomenat La Pensée, equipat per l'armador Jean Ango. Explorà, possiblement durant un viatge de pesca, la regió de Terranova i el riu Sant Llorenç, al Canadà, alhora que feia nombrosos viatges pel Mediterrani Oriental.
El setembre de 1522 arribaren a Castella els membres supervivents de la primera circumnavegació terrestre. Això impulsà els comerciants francesos a buscar noves rutes comercials i el 1523 el rei Francesc I de França va demanar a Verrazzano fer plans per explorar una àrea compresa entre la Florida i Terranova amb l'objectiu de trobar una ruta marítima cap a l'oceà Pacífic.
Amb una carraca de tres pals, La Dauphine, pilotada per Antoine de Conflans, va salpar el 17 de gener de 1524 de Madeira per dirigir-se cap al continent americà. S'acostaren a la zona de Cap Fear cap a l'1 de març de 1524 i, després d'una breu estada, exploraren la costa situada més al nord, arribant fins a la moderna Carolina del Nord i a la llacuna del Pamlico Sound. En una carta dirigida a Francesc I, Verrazzano va escriure que estava convençut que la llacuna era l'inici de l'oceà Pacífic i l'accés cap a la Xina. Aquest informe va provocar un dels molts errors en la representació d'Amèrica del Nord en els mapes de l'època.

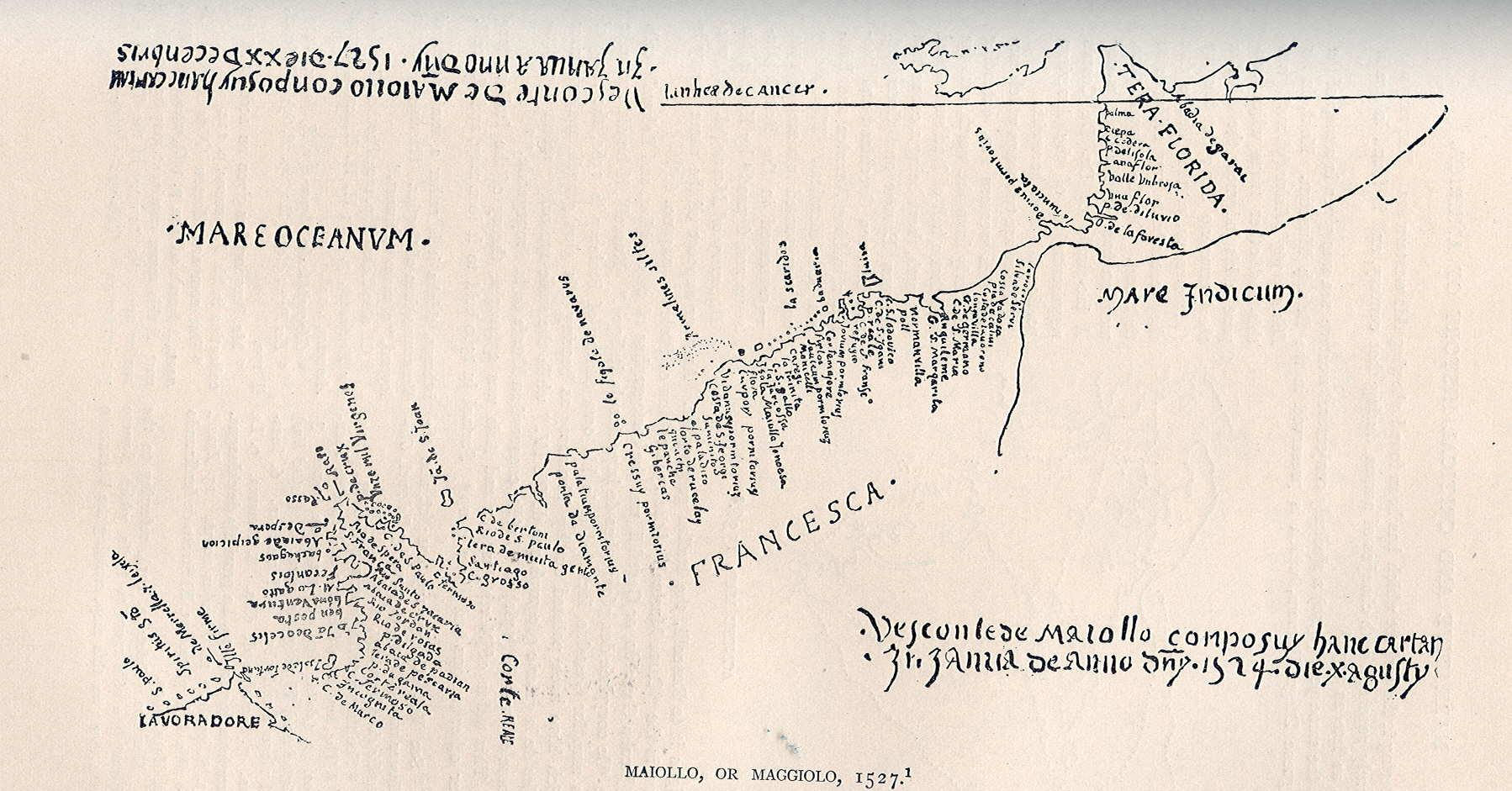
Mapa de Visconte Maggiolo (1527) que mostra la costa est d'Amèrica del Nord amb la "Tera Florida" a la part superior i "Lavoradore" (Labrador) a l'inferior. La informació, suposadament, procedeix del viatge de Giovanni da Verrazano el 1524 (Biblioteca Ambrosiana de Milà, Itàlia).

Continuant cap al nord per explorar noves costes, Verrazzano i el seu equip van entrar en contacte amb indígenes americans que vivien a la costa. Amb tot, no s'adonà de les entrades a la badia de Chesapeake i la desembocadura del riu Delaware. A la badia de Nova York, es va trobar amb els lenapes i observà el que ell considerà un gran llac, però que en realitat era l'entrada del riu Hudson. Després passà per Long Island i va entrar a la badia de Narragansett, on va rebre una delegació de wampanoag. Les paraules "Norman vila" identifiquen aquest indret al mapa de 1527 fet per Visconte Maggiolo. L'historiador Samuel Eliot Morison va escriure "això passà a Angoulême (Nova York) més que a Refugio (Newport). Va ser, probablement, amb la intenció d'agradar un dels amics nobles de Verrazzano. Hi ha diversos indrets anomenats "Normanville" a Normandia, França. La principal és prop de Fécamp i una altra també important es troba prop d'Évreux. A l'oest d'aquesta hi ha Longa Villa, que Verrazzano anomenà en honor de François d'Orleans, duc de Longueville". Es va quedar allà durant dues setmanes, i després es va traslladar cap al nord, seguint la costa fins a l'actual Maine, sud-est de Nova Escòcia i Terranova, després de la qual cosa va tornar a França, on arribà el 8 de juliol de 1524. Verrazzano nomenada la regió explorada com a Francesca en honor del rei de França, però al mapa fet pel seu germà ho retolà com a Nova Gàl·lia.
Amb el suport financer de Jean Ango i Philippe de Chabot, Verrazzano va organitzar un segon viatge que va salpar de Dieppe amb quatre vaixells a principis de 1527. Una nau quedà separada de les altres en una tempesta prop de les illes de Cap Verd, però Verrazzano aconseguí arribar a la costa del Brasil amb dos vaixells i aconseguí omplir els vaixells de pal de Brasil abans de tornar a Dieppe el setembre.
Aquest èxit parcial, tot i no trobar el desitjat pas cap a l'oceà Pacífic, inspirà el darrer viatge de Verrazzano que salpà novament de Dieppe durant la primavera de 1528.

## Mort
El 1528, durant el seu tercer viatge a Amèrica del Nord, després d'explorar la Florida, les Bahames i les Antilles Menors, Verrazzano va fondejar lluny de la platja i remà fins a terra, probablement a l'illa de Guadalupe. Allà fou assassinat i menjat pels indígenes caribs que hi vivien. La flota, formada per dos o tres vaixells, estava fondejada massa lluny per poder-lo ajudar. Altres fonts suggereixen que Verrazzano fou executat per pirateria pels espanyols a Puerto del Pico.

## Remembrança

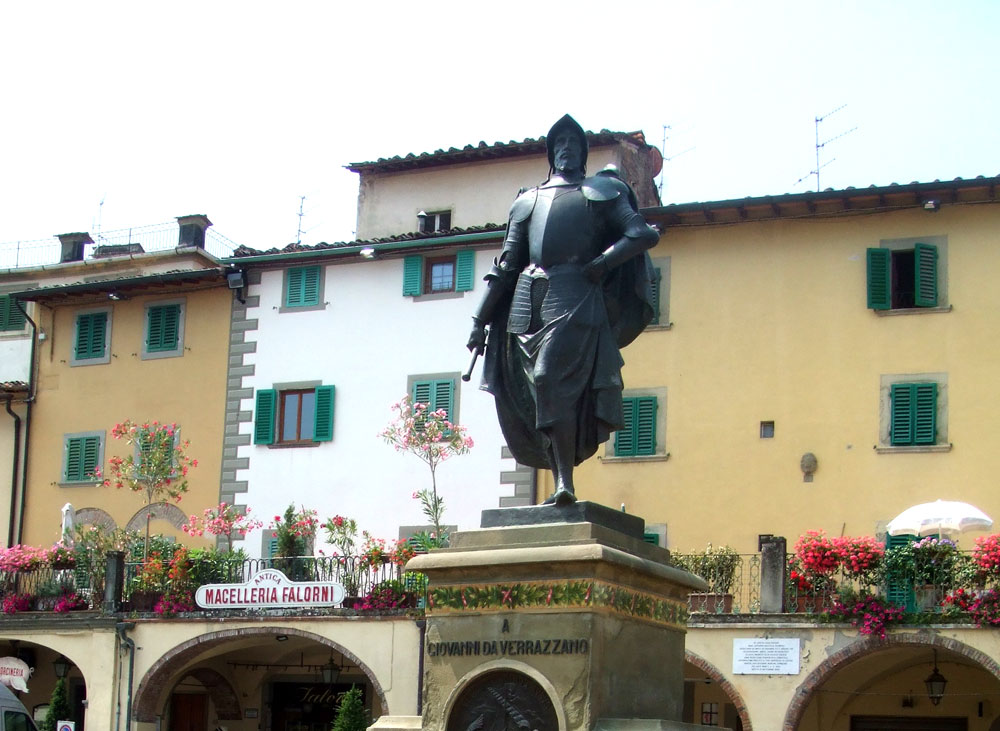
Estàtua de Verrazzano a la vila de Greve in Chianti, Itàlia.

Tot i els seus descobriments, la nom Verrazzano no perdurà ni fou tan reconegut com la d'altres exploradors de l'època. Així, per exemple, Verrazzano va donar un nom europeu a la nova terra que havia vist, Francesa, en honor del rei francès que li havia encarregat la missió. Ni aquest ni cap altres dels noms que donà als diferents accidents que descobrí han sobreviscut.
Durant els segles XIX i principis del XX hi hagué un gran debat als Estats Units sobre l'autenticitat de les cartes que va escriure a Francesc I descrivint la geografia, la flora, la fauna i la població nativa de la costa est d'Amèrica del Nord. Altres pensaren que era certa, i avui és quasi universalment acceptada com a autèntica, especialment després del descobriment d'una carta firmada per Francesc I que es refereix a la carta de Verrazzano.
Verrazzano era particularment desconegut a la ciutat de Nova York, on es considerava Henry Hudson com a l'iniciador de l'exploració europea a la zona amb el seu viatge de 1609 en nom dels holandesos. El nom de Verrazzano i la seva reputació com a descobridor europeu de Nova York es restablí amb gran esforç entre 1950 i 1960, quan un moviment va demanar posar el seu nom a un pont recentment construït a Narrows. Simultàniament un ferry de Staten Island també fou nomenat en honor seu. Curiosament el ferry fou batejat com a «Verrazzano», mentre el pont era nomenat «Verrazano», cosa que posava de manifest la confusió en l'ortografia del seu nom. Altres ponts porten el nom en record seu: el Jamestown Verrazano a la badia de Narragansett i el Verrazano Bridge a Maryland.